# Hirado, Nagasaki
Hirado (平戸市 (Bình Hộ thị) Hirado-shi) là một thành phố thuộc tỉnh Nagasaki, Nhật Bản. Trước đây, tên gọi của thành phố này cùng tên với hòn đảo, sau khi mở rộng ranh giới, Hirado ngày nay bao gồm một phần thuộc đảo Kyūshū, các đảo này được nối với nhau qua cầu Hirado.

## Thành phố kết nghĩa
- Zentsūji, Kagawa
- Nam An, Trung Quốc